# Iwan Bardin
Iwan Pawłowicz Bardin (ur. 1 listopada?/13 listopada 1883 w guberni saratowskiej, zm. 7 stycznia 1960 w Moskwie) – rosyjski metalurg, członek Akademii Nauk ZSRR.

## Życiorys
W latach 1903–1905 studiował w Nowo-Aleksandrowskim Instytucie Rolniczym, z którego został wydalony za udział w wystąpieniach studenckich podczas rewolucji 1905, później pracował w Stawropolu jako mierniczy, następnie studiował w Kijowskim Instytucie Politechnicznym. Pracował w zakładach metalurgicznych m.in. w Juzowce i Jenakijewem, podczas wojny domowej w Rosji ukrywał się przed poborem do białej armii, po 1920 kierował odbudową większych zakładów metalurgicznych. Od 1929 kierował budową Kuźnickiego Kombinatu Metalurgicznego jako główny inżynier i dyrektor techniczny. Prowadził prace nad wytwarzaniem pierwszych urządzeń służących do ciągłego odlewania stali. W 1937 został głównym inżynierem Zarządu Czarnej Metalurgii Ludowego Komisariatu Przemysłu Ciężkiego ZSRR, w latach 1938–1939 był przewodniczącym Rady Technicznej tego komisariatu, następnie zastępcą ludowego komisarza przemysłu ciężkiego ZSRR, 1937–1953 kierował Uralską Filią Akademii Nauk ZSRR, w 1939 został dyrektorem Instytutu Metalurgii tej akademii, w 1944 Centralnego Naukowo-Badawczego Instytutu Czarnej Metalurgii, a w 1942 wiceprezesem Akademii Nauk ZSRR. W latach 1937–1960 był deputowanym do Rady Najwyższej ZSRR od 1 do 5 kadencji. Został pochowany na Cmentarzu Nowodziewiczym. Otrzymał Nagrodę Leninowską (1958), dwie Nagrody Stalinowskie (1942 i 1949), Medal „Sierp i Młot” Bohatera Pracy Socjalistycznej (10 czerwca 1945), siedem Orderów Lenina (15 grudnia 1934, 12 listopada 1943, 31 marca 1945, 10 czerwca 1945, 19 września 1953, 12 listopada 1953 i 19 lipca 1958) i medale.